# Ferrat en scène
Albums de Jean Ferrat
Ferrat 95
Ferrat en scène est un disque de Jean Ferrat, sorti chez Temey en 2002.  

## Histoire
Jean Ferrat interprète en direct les chansons de son album Dans la jungle ou dans le zoo lors d'une émission télévisée, enregistrée en 1991 et présentée par Michel Drucker,. 

## Titres
| No  | Titre                         | Durée |
| --- | ----------------------------- | ----- |
| 1.  | Dingue                        |       |
| 2.  | Chante l'amour                |       |
| 3.  | Les petites filles modèles    |       |
| 4.  | Bicentenaire                  |       |
| 5.  | Le grillon                    |       |
| 6.  | A la lune                     |       |
| 7.  | Parle-moi de nous             |       |
| 8.  | Dans la jungle ou dans le zoo |       |
| 9.  | Tu aurais pu vivre            |       |
| 10. | Mon amour sauvage             |       |
| 11. | Nul ne guérit de son enfance  |       |
| 12. | Les jeunes imbéciles          |       |
| 13. | Les tournesols                |       |
| 14. | La paix sur Terre             |       |

## Crédits
- Paroles et musiques : Jean Ferrat
- Arrangements : Alain Goraguer